# Grigori Abrikossov
Grigori Andreïevitch Abrikossov (en russe : Григорий Андреевич Абрикосов), né le 30 août 1932 à Moscou dans l'Union soviétique et mort le 13 avril 1993 à Moscou (Russie), est un acteur soviétique et russe.

## Filmographie partielle
- 1956 : Sur les planches de la scène (На подмостках сцены) de Konstantin Youdine
- 1957 : Le Lutteur et le Clown (Борец и клоун) de Konstantin Youdine et Boris Barnet
- 1967 : Les Noces à Malinovka (Свадьба в Малиновке) de Andreï Toutychkine